# داريو سكوتو
داريو سكوتو (بالإسبانية: Darío Scotto)‏ هو لاعب كرة قدم أرجنتيني في مركز الهجوم، ولد في 1 سبتمبر 1969 في بوينس آيرس في الأرجنتين. شارك مع منتخب الأرجنتين تحت 20 سنة لكرة القدم ومنتخب الأرجنتين لكرة القدم. أما مع النوادي، فقد لعب مع أرجنتينوس جونيورز وبوكا جونيورز وروزاريو سنترال وريال سبورتينغ خيخون وسانتياغو واندررز وسيرو بورتينيو ونادي نيكاكسا.

## وصلات خارجية
- داريو سكوتو على موقع قاعدة بيانات كرة القدم.إي يو (الإنجليزية)
- داريو سكوتو على موقع ناشيونال فوتبول تيمز (الإنجليزية)